# GoHands
GoHands (japonsky 株式会社GoHands, Kabušiki gaiša Góhanzu) je japonské animační studio založené v roce 2008 bývalými zaměstnanci studia Satelight.

## Tvorba

### Televizní seriály
- Princess Lover! (2009)[2]
- Čeburaška arere? (2009)[3]
- Seitokai jakuindomo (2010)[4]
- K (2012)[5]
- Coppelion (2013)
- Seitokai jakuindomo* (2014)
- K: Return of Kings (2015)
- Hand Shakers (2017)
- W'z (2019) – pokračování anime seriálu Hand Shakers
- Project Scard: Praeter no kizu (2021)

### OVA
- Seitokai jakuindomo (2011–2013)[4]
- Asa made džugjó ču! (2012)[6]
- Seitokai jakuindomo* (2014–dosud)
- Hand Shakers: Go ago go (2018)
- W'z (2019)

### Filmy
- Mardock Scramble: The First Compression (2010)[7]
- Mardock Scramble: The Second Combustion (2011)[7]
- Mardock Scramble: The Third Exhaust (2012)[7]
- Gekidžóban K: Missing Kings (2014)[8]
- Gekidžóban Seitokai jakuindomo (2017)
- Gekidžóban K: Seven Stories (2018) – šestidílná série anime filmů
- Gekidžóban Seitokai jakuindomo 2 (2021)